# Pophungsza hétszintes pagodája
A Pophungsza hétszintes pagodája (hangul: 안동 법흥사지 칠층전탑, Andong Pophungszadzsi cshilcshung csokthap, handzsa: 安東 法興寺址 七層塼塔, RR: Andong Beopheungsaji chilcheung jeoktap) téglából emelt pagoda Dél-Korea Észak-Kjongszang (Észak-Gyeongsang) tartományának Andong városában. Az ország 16. számú nemzeti kincse, a legrégebbi és legnagyobb téglapagoda Koreában, mintegy 16,4 méter magas és több mint hét méter széles. Mivel a város Pophung (Beopheung) tong (dong)jában áll, feltételezhetően egykoron a Pophungsza (Beopheungsa) buddhista templomhoz tartozhatott. Valószínűleg fapagodák alapján mintázták, erre utal, hogy a legfelső szint tetején tetőcserepek nyomai láthatóak. A pagoda az Egyesített Silla-korban épült eredetileg, 1487-ben újjáépítették. Ma egy magántulajdonban lévő területen áll.

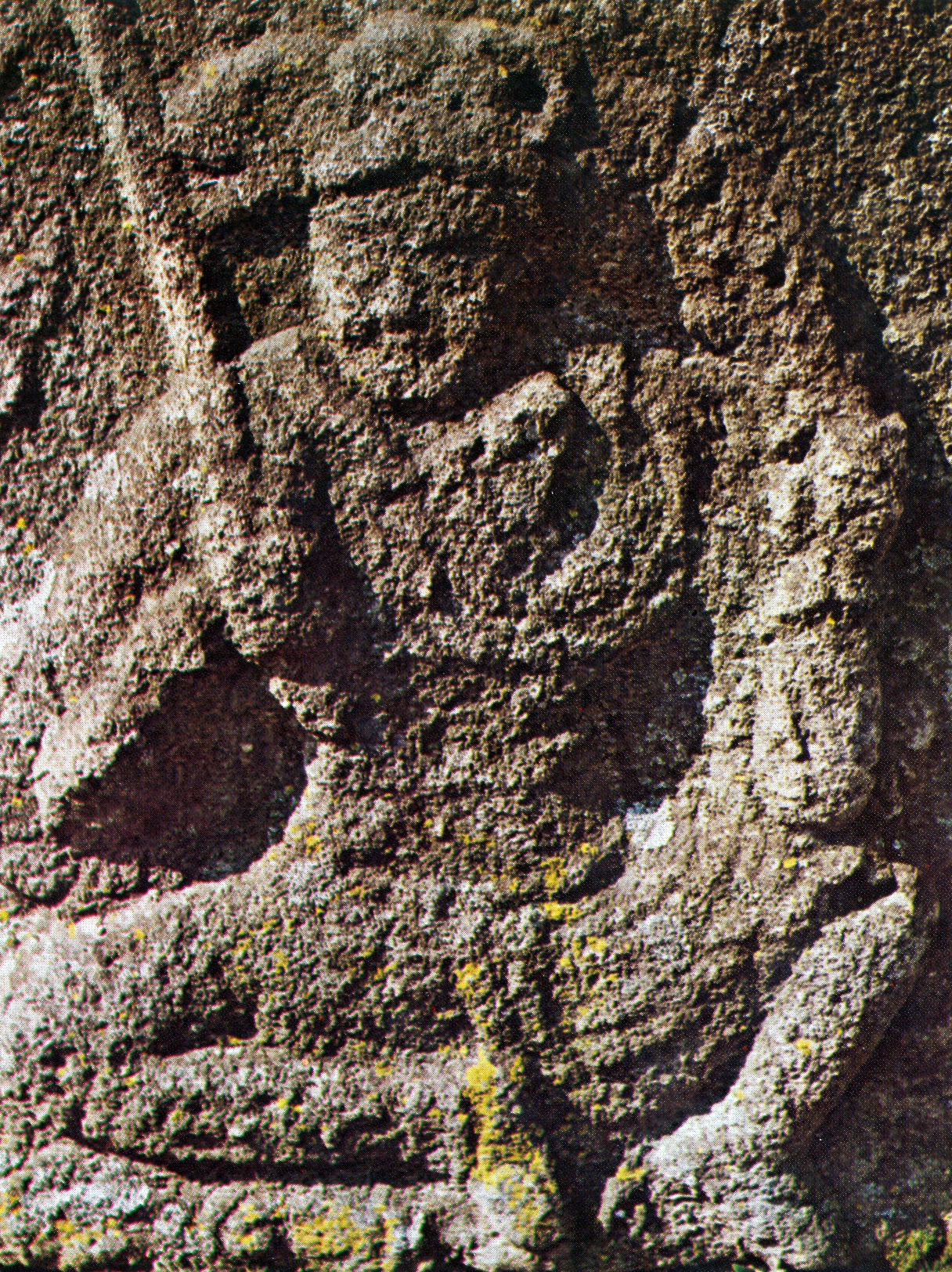
Részlet a pagodából